# 国家广播电视总局无线电台管理局
国家广播电视总局无线电台管理局是国家广播电视总局直属事业单位，担负着中央广播电视总台（中央人民广播电台、中国国际广播电台、中国中央电视台）以及部分省市广播电视台的粤方言、闽南话、客家话、少数民族语言等节目对内对外传输、播出任务。

## 历史
无线电台管理局起源于中国抗日战争时期创办的陕北新华广播电台。
1970年代开展的7361工程，解决了中波广播发射覆盖中国东南沿海地区的任务。
1998年启动广播电视村村通工程。到2006年6月，基本解决了全国已通电的11.7万个行政村和10万个50户以上自然村近亿农民群众收看广播电视的问题。到2010年底，全面实现20户以上已通电的自然村全部通广播电视，能收看中国中央电视台第一套、第七套和本省电视台第一套在内的8套以上电视节目，收听到包括中央人民广播电台第一套和本省人民广播电台第一套在内的4套以上广播节目。
2000年9月启动的西藏、新疆等边疆少数民族地区广播电视覆盖工程（简称西新工程），投入人民幣40多亿元，新建扩建了389座发射台。西新工程实施范围包括了西藏、新疆、内蒙古、宁夏4个自治区和青海、甘肃、四川、云南四省的藏区以及福建、浙江、广西、海南和吉林延边部分地区，涵盖国土面积超过498万平方公里、占全国总面积的51.9%。

## 业务
无线电台管理局下属49个基层单位，基层台站46座，分布在全国19个省市自治区。同时，为实现中国国际广播电台在海外的有效覆盖，还租用阿尔巴尼亚、马里、古巴的短波发射站进行环球广播。其中，阿尔巴尼亚站主要负责对北美东部、西欧、北非三个区域的广播，具备150KW和300KW的两挡短波发射机，马里站负责对非洲各个地区的广播，具有100KW短波发射机若干。古巴站主要承担对南北美的一小部分广播的中继。共计拥有中短波发射台35座，电视调频发射台2座、卫星地球站3座、节传中心1个、维护中心2个、战备台（工地、车队）5个。
该局宗旨是“把党和国家的声音传入千家万户，把中国的声音传向世界，把反动有害的声音压下去”。业务范围涵盖了中波、短波、米波、调频、分米波、微波、卫星传频以及计算机、网络工程等多个领域。

## 广播发射台列表
- 491台 北京市朝阳区双桥街九号。1918年2月21日 由中华民国海军与日本三井物产合资建立供中华民国海军通信用的电台“民国海军中央无线电台”。1938年初被日军改为“华北广播电台”的中波发射台。1945年国民政府接收后于当年10月10日改为“北平广播电台”的发射台。1948年12月15日中共接管后，于1949年第1季度（3月8日）播出“北平新华广播电台”的节目，这是491台号的由来。现在，台号与地理位置不再保密，但有武警站岗值勤。[1][2]
- 501台  云南省安宁市千户庄村东。
- 523台  吉林省长春市宽城区奋进乡耿家店
- 542台  北京市房山区长阳镇长阳一村
- 552台  福建省福州市马尾区建光村
- 554台  河南省荥阳市索河街道友谊路北
- 561台  江西省南昌县麻丘镇
- 564台  北京市房山区窦店刘平庄村北
- 572台  北京市通州区漷县镇大香仪村
- 582台  北京市东城区天坛路2号
- 594台  陕西省咸阳市秦都区崔张村东，1955年成立。
- 602台  西藏自治区拉萨市城关区白定村东
- 641台  福建省泉州市惠安县张坂镇东头
- 654台  新疆维吾尔自治区昌吉回族自治州呼图壁县南3.7公里
- 694台  内蒙古自治区呼和浩特市土默特左旗乌兰板申村西
- 722台  陕西省宝鸡市陈仓区新街镇白家林
- 723台  河北省平山县宅北乡宅北村
- 724台  陕西省岐山县亢家圪老北
- 725台  山西省灵石县马和乡小柏沟村
- 726台  云南省宣威市落水镇灰洞村
- 731台  福建省龙岩市新罗区东肖镇邓厝村
- 751台  福建省邵武市肖家坊镇将石村
- 761台  福建省永安市小陶镇三星村
- 763台  吉林省桦甸市影壁山村
- 783台  河北省涞源县下北头乡杨家川村
- 824台  福建省莆田市涵江区三江口镇后郭村
- 831台  浙江省金华市兰溪市游埠镇梅屏村西
- 871台  海南省东方市感城镇入学村北
- 916台  青海省海西蒙古族藏族自治州格尔木市河东农场砖厂北
- 951台  河北省石家庄市平山县东回舍镇南坡庄村
- 952台  四川省宜宾市兴文县五星乡麻园头村
- 953台  吉林省吉林市蛟河市新农乡石头河村半拉窝集
- 2021台  黑龙江省齐齐哈尔市铁锋区种畜场七分场东
- 2022台  新疆维吾尔自治区喀什地区疏附县萨依巴格乡
- 2023台  海南省临高县东英镇伴康村
- 2024台  黑龙江省佳木斯市莲江口六队北
- 2025台 [3]
- 2026台 [4]

### 引用
1. ↑  .   [2012-02-19]. （原始内容存档于2011-07-08）.
2. ↑  .   [2012年2月19日]. （原始内容存档于2012年11月10日）.
3. ↑  .   [2024-12-07]. （原始内容存档于2024-12-29）.
4. ↑  .   [2024-12-07]. （原始内容存档于2024-12-29）.